# UZB – Vacz bis Héves
Die UZB – Vacz bis Héves waren acht Schlepptenderlokomotiven der Ungarischen Zentralbahn (UZB) Österreich-Ungarns.
Die Lokomotiven wurden von Cockerill in Seraing 1846 geliefert und unterschieden sich von den vier Lokomotiven UZB – Pest bis Pozsony nur durch den geringeren Gesamtachsstand, horizontal angeordnete Zylinder und zweischienige Kreuzköpfe.
Sie bekamen die Namen:
- „VÁCZ“, „NEOGRÁD“, „ESZTERGOM“, „KOMÁROM“, „HONT“, „BORSOD“, „NYITRA“ und „HÉVES“.

Ihr Aufbau entsprach der Philadelphia-Type von Norris.
Als 1850 die UZB in der k.k. südöstlichen Staatsbahn (SöStB) aufging, bekamen die Lokomotiven die Betriebsnummern 6–13.
Als dann 1855 die SöStB an die Staats-Eisenbahn-Gesellschaft (StEG) verkauft wurde, erhielten die Maschinen die Betriebsnummern 62–69.
Sie wurden alle 1865 ausgemustert.